# 佩尼亚菲耶尔
佩尼亚菲耶尔，是西班牙卡斯蒂利亚-莱昂巴利亚多利德省的一个市镇。总面积76平方公里，2001年普查人口總數為5191人，人口密度為每平方公里68人。